# 前646年
| 千纪： | 前1千纪 |
| 世纪： | 前8世纪 \| 前7世纪 \| 前6世纪 |
| 年代： | 前670年代 \| 前660年代 \| 前650年代 \| 前640年代 \| 前630年代 \| 前620年代 \| 前610年代                                                                                         |
| 年份： | 前651年 \| 前650年 \| 前649年 \| 前648年 \| 前647年 \| 前646年 \| 前645年 \| 前644年 \| 前643年 \| 前642年 \| 前641年                                                           |
| 纪年： | 周襄王六年 魯僖公十四年 齊桓公四十年 晉惠公五年 秦穆公十四年 宋襄公五年 楚成王二十六年 衛文公十四年 陳穆公二年 蔡穆侯二十九年 曹共公七年 郑文公二十七年 燕襄公十二年 杞成公九年 |

## 大事记
- 八月，赤狄攻衛國之後南渡黃河，侵入鄭國北部地區。
- 秦國發生饑荒，晉惠公不聽慶鄭的勸告，拒絕賣糧食給秦國。
- 楚國軍隊攻滅英國（今安徽省金寨縣東南）、六國（今安徽省六安市東北）。